# (32112) 2000 KK73
2000 KK73 (asteroide 32112) é um asteroide da cintura principal. Possui uma excentricidade de 0.16374900 e uma inclinação de 7.71395º.
Este asteroide foi descoberto no dia 28 de maio de 2000 por LONEOS em Anderson Mesa.